# Марракеш
Марра́кеш, (Марра́киш, Марраке́ш бербер. ⴰⵎⵓⵔⴰⴽⵓⵛ, марок. диалект. Марра́каш — араб. مراكش‎ ) — один из четырёх имперских городов Марокко. Ныне административный центр области Марракеш — Сафи, в составе которой образует одноимённую префектуру.
Четвёртый по величине город страны после Касабланки, Феса и Танжера, главный центр иностранного туризма.

## Этимология
Название «Марракеш» имеет берберское происхождение. От его испанского произношения (исп. Marruecos) происходит название страны «Марокко» в европейских языках. В прошлом Марокко было известно на Востоке под именем «Марракеш» и до сих пор так называется в некоторых мусульманских странах.

## География
Город расположен у подножья Атласских гор, в 330 км к юго-востоку от Рабата и в 240 км от Касабланки. Средние высоты на территории города составляют около 450 м над уровнем моря. Наивысшей точкой в окрестностях города является расположенная к юго-востоку от Марракеша гора Джбель Тишка (3240 м), вершины которой круглый год увенчаны снеговыми шапками.

## Климат
| Показатель                    | Янв. | Фев. | Март | Апр. | Май  | Июнь | Июль | Авг. | Сен. | Окт. | Нояб. | Дек. | Год  |
| ----------------------------- | ---- | ---- | ---- | ---- | ---- | ---- | ---- | ---- | ---- | ---- | ----- | ---- | ---- |
| Абсолютный максимум, °C       | 30,0 | 33,1 | 37,0 | 37,7 | 42,4 | 46,9 | 49,6 | 48,6 | 43,8 | 39,7 | 33,6  | 30,9 | 49,6 |
| Средний суточный максимум, °C | 18,6 | 20,6 | 23,7 | 25,2 | 28,4 | 32,9 | 37,3 | 36,7 | 32,6 | 27,9 | 23,0  | 19,7 | 27,2 |
| Средняя температура, °C       | 11,9 | 14,0 | 16,8 | 18,2 | 21,0 | 24,8 | 28,4 | 28,2 | 25,2 | 21,2 | 16,5  | 13,1 | 19,9 |
| Средний суточный минимум, °C  | 6,3  | 8,4  | 10,8 | 12,2 | 14,7 | 17,7 | 20,7 | 20,9 | 19,0 | 15,6 | 11,1  | 7,7  | 13,8 |
| Абсолютный минимум, °C        | −3   | 0,0  | 1,2  | 3,0  | 7,9  | 9,0  | 13,0 | 13,0 | 10,0 | 6,0  | 2,0   | −2,4 | −3   |
| Норма осадков, мм             | 30   | 29   | 33   | 23   | 11   | 5    | 1    | 3    | 7    | 18   | 29    | 25   | 213  |
| Источник: Погода и Климат     |      |      |      |      |      |      |      |      |      |      |       |      |      |

## История
Город был основан примерно в 1060 году Абу Бакром ибн Умаром из династии Альморавидов и на протяжении столетия служил столицей сначала Альморавидам, а с 1147 года — пришедшим им на смену Альмохадам. Золотой век Марракеша приходится на правление Якуба аль-Мансура (1184—1199), который выстроил мечети Кутубия и Эль-Мансурия. 70-метровый минарет мечети Кутубия до сих пор остаётся символом Марракеша.
В 1269 году Марракеш перешёл под власть Маринидов, которые перенесли столицу в Фес. В XVI веке Саадиты вернули ему столичные функции. В городе сохранился пришедший в упадок дворец Эль-Бади и комплекс гробниц этих правителей.
В 1912 году Марракешем овладели сахарские повстанцы во главе с аль-Хибой, но город был вскоре отвоёван французами и до 1956 года входил в состав французского протектората Марокко. Фактическое управление городом находилось в руках феодального семейства аль-Глауи, один из представителей которого (Тами аль-Глауи) инициировал в 1953 году свержение султана Мухаммеда V.
На протяжении всей своей истории Марракеш соперничал с Фесом за право быть главным городом Марокко, страна неоднократно распадалась на две независимые части со своими столицами — Фесом на севере и Марракешем на юге. Выбор города Рабата столицей современного Марокко можно рассматривать как компромисс между этими двумя соперничающими городами.

## Достопримечательности
Медина Марракеша, причисленная в 1985 году к памятникам Всемирного наследия, зовётся «красным городом» по причине рыжеватого оттенка глинобитных зданий и укреплений. В сердце медины — площадь Джемаа аль-Фна. Здесь можно увидеть акробатов, сказочников, продавцов воды, танцоров, музыкантов, заклинателей змей. В медине находится одна из старейших мечетей страны — мечеть ибн Юсуфа, а также крупнейшая мечеть города Аль-Кутубия. Попасть за городскую стену можно через одни из 19 ворот: Баб-Агнау и другие.
За старым городом простирается протяжённая пальмовая роща. Марракеш славится своими садами и парками. Среди них следует выделить оливковую рощу Менара, обнесённые оградой сады Агдал площадью 405 га, парк Мажорель.
Марракешский музей — исторический дворец и музей, расположенный в старом центре марокканского города.

## В культуре
- Марракеш был любимым местом отдыха премьер-министра Великобритании Уинстона Черчилля. В нём он написал большое число своих пейзажей. Среди них наибольшую известность получило полотно «Минарет мечети Аль-Кутубия», которое стало единственным, созданным Черчиллем во время Второй мировой войны.
- В Марракеш помещено действие первой части остросюжетного фильма «Человек, который слишком много знал» (1956, реж. Альфред Хичкок).
- В репертуаре немецкой группы «Goombay Dance Band» есть песня «Марракеш»[6].
- В творчестве немецкого музыканта и диджея Андре Таннебергера (ATB) также есть композиция «Marrakesh»[7].

## Русская община в Марракеше
С 1932 года в городе действовала православная часовня в честь преподобного Сергия Радонежского, основанная русскими эмигрантами первой волны, в которой служили священники Варсонофий (Толстухин) и Митрофан (Ярославцев), приезжавшие из Русского Воскресенского храма в Рабате.

## Фотогалерея

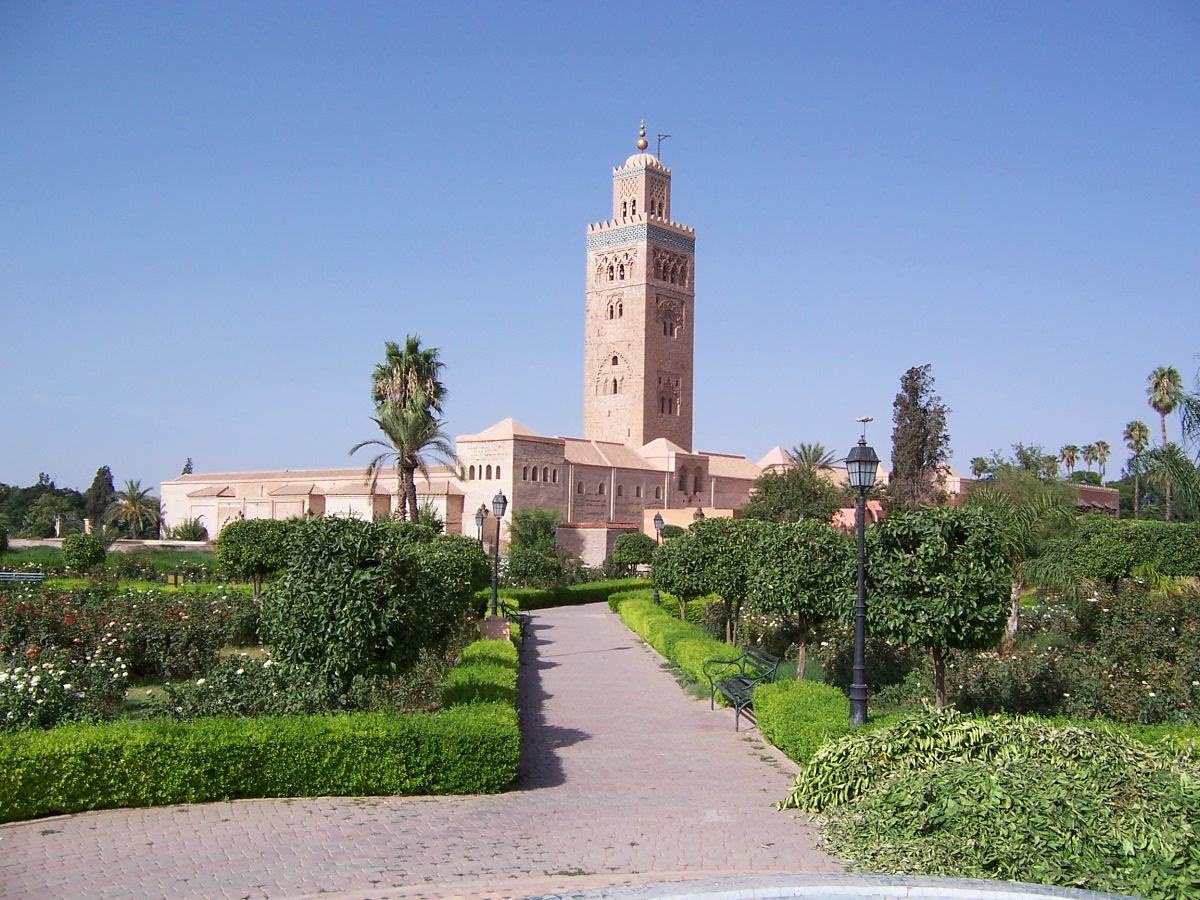
Мечеть Кутубия
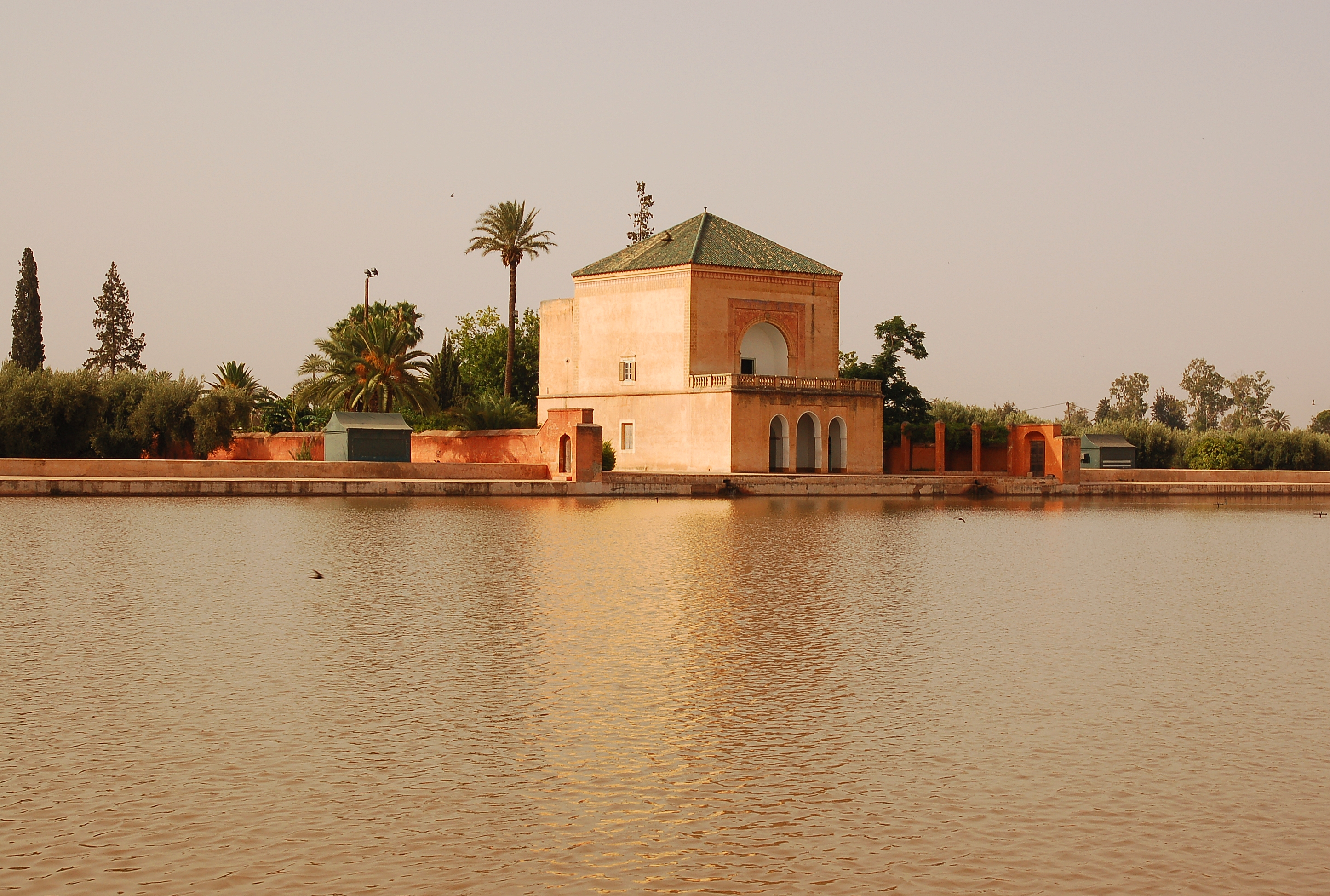
Знаменитый сад Менара
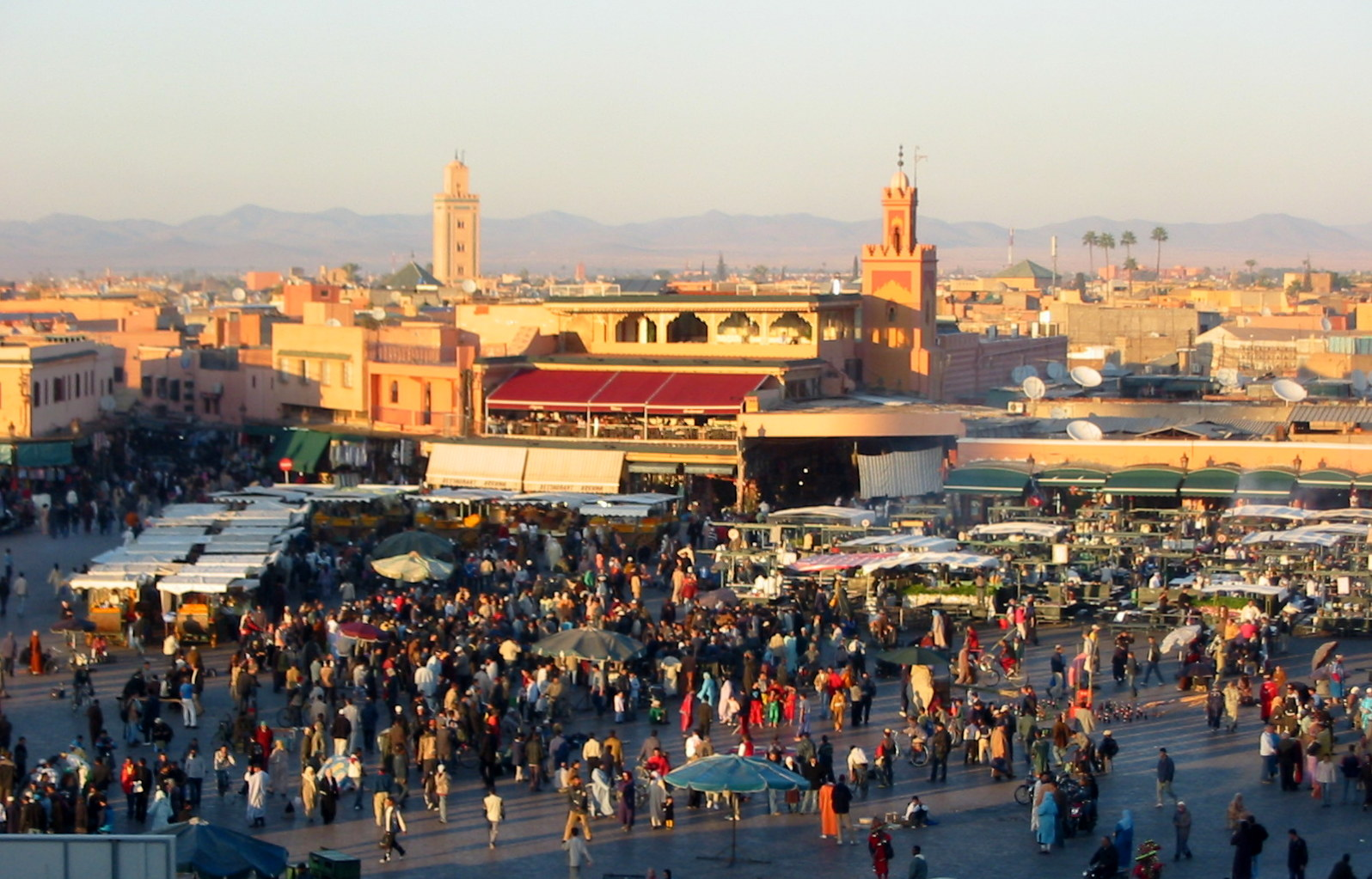
Площадь Джемаа аль-Фна
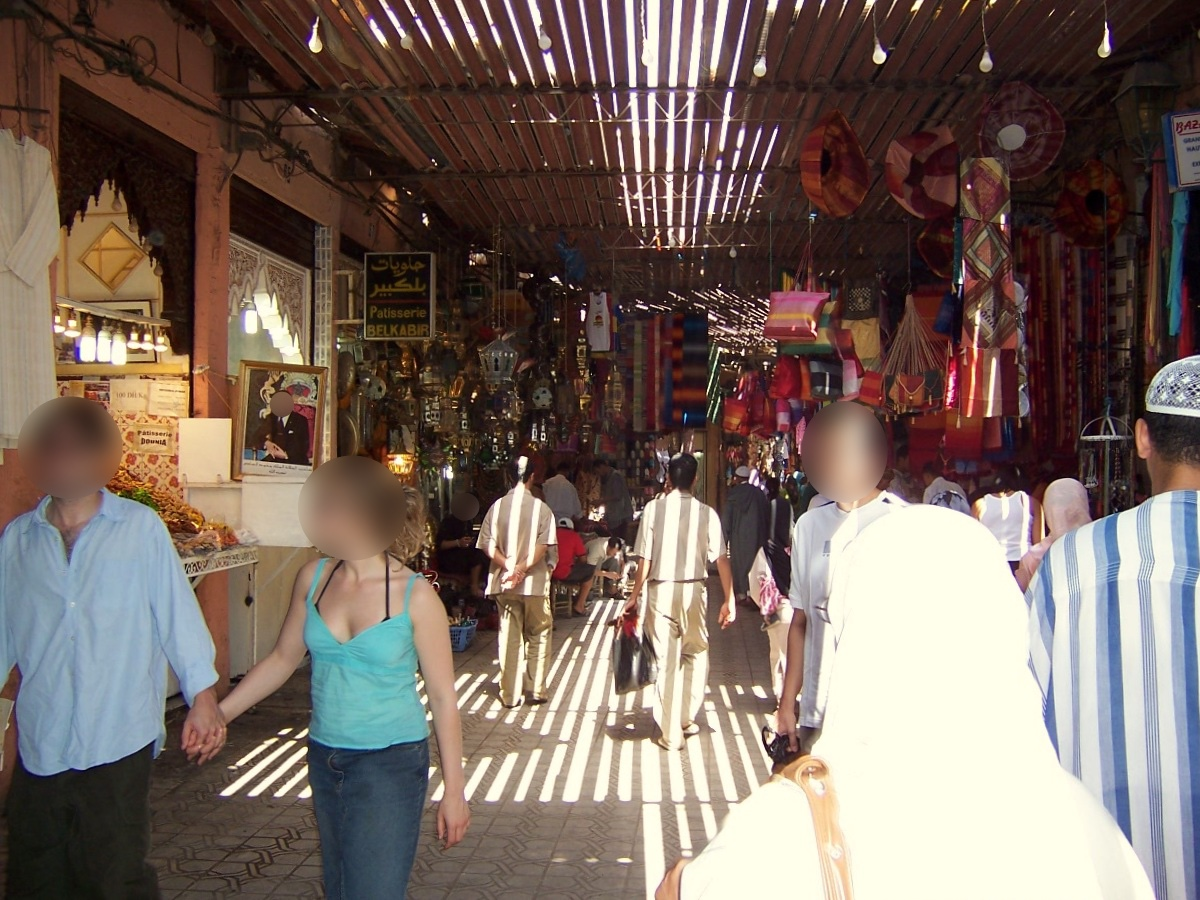
Рынок в Марракеше
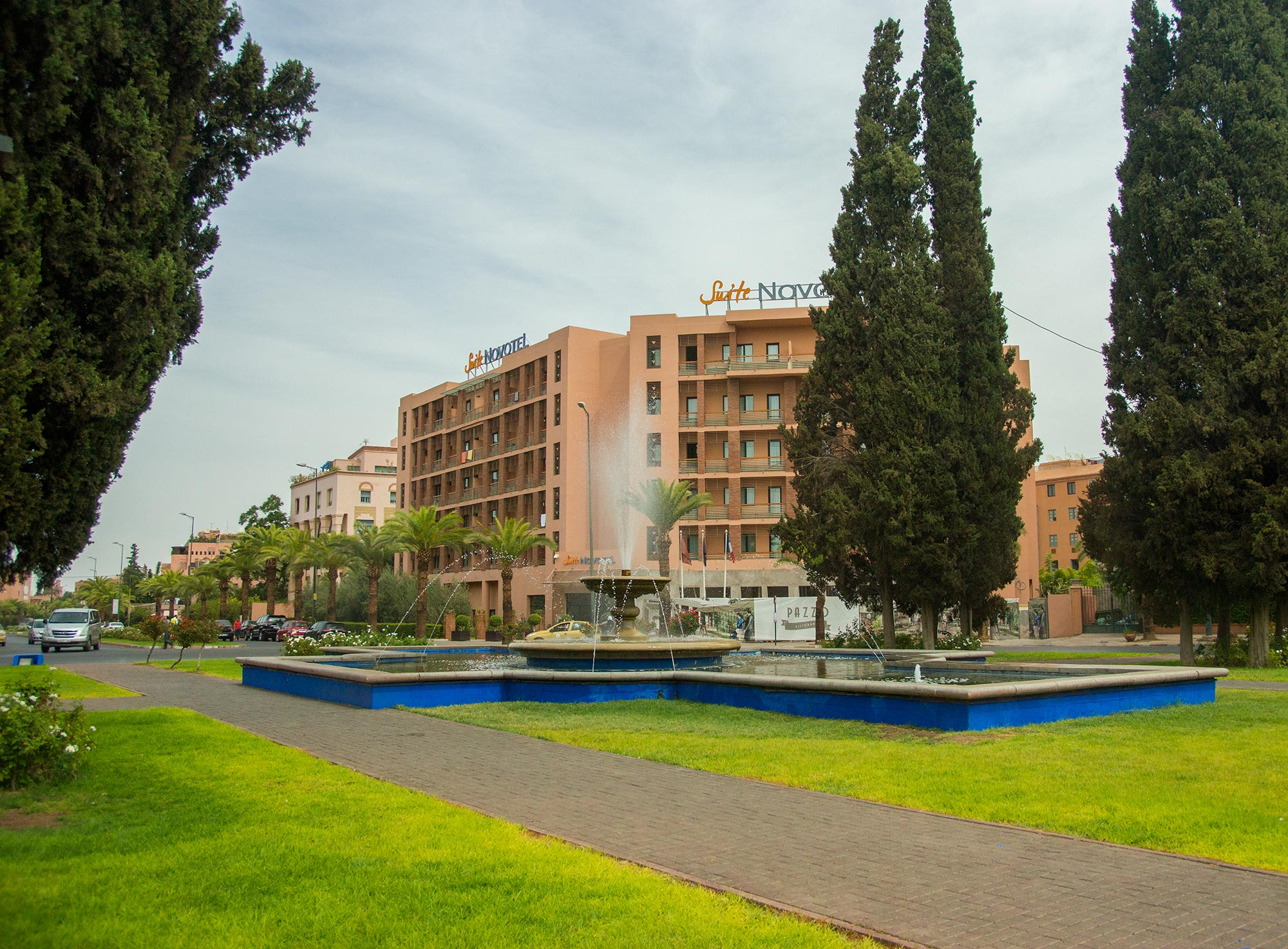
Современные кварталы Марракеша
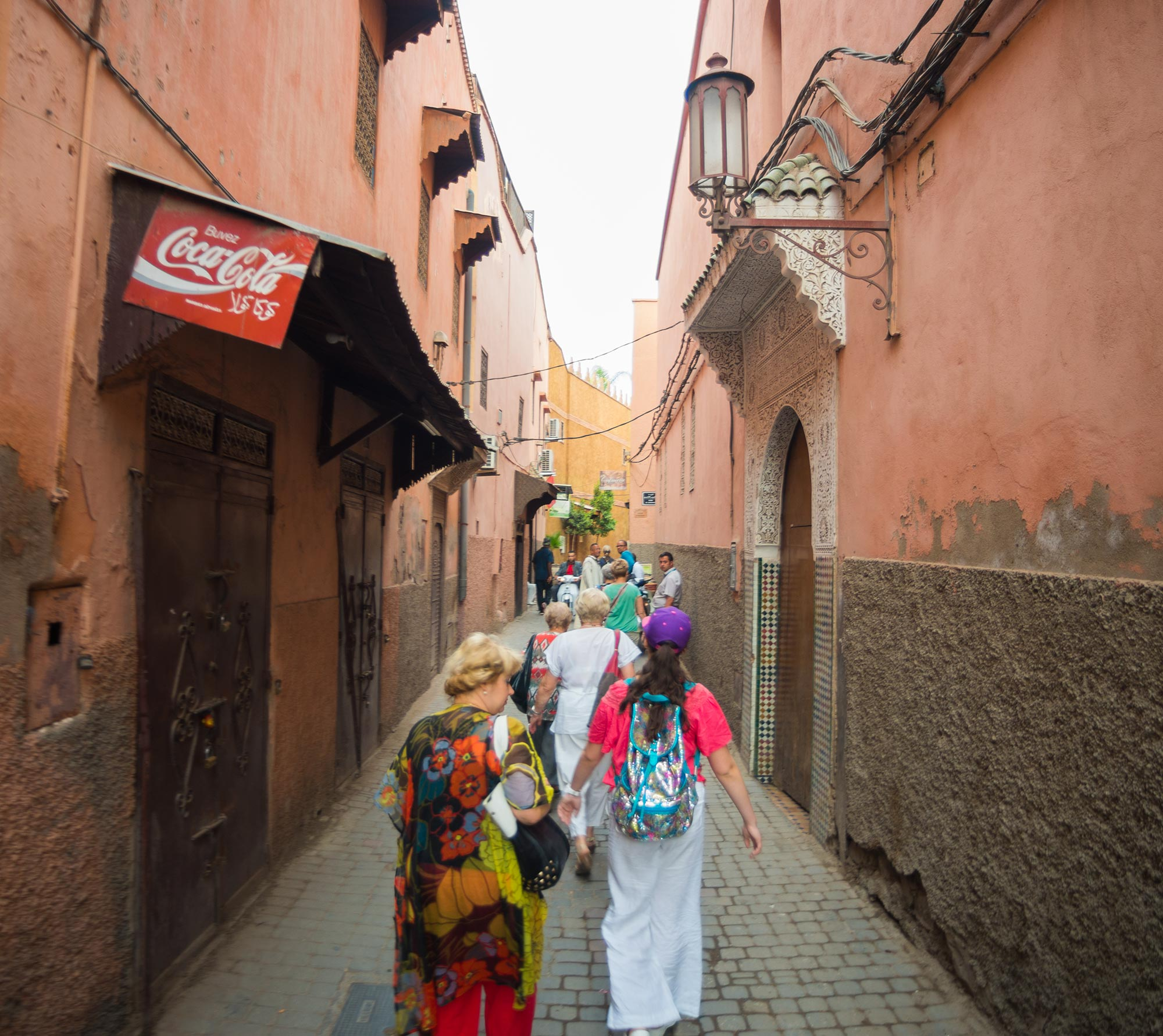
Улица медины Марракеша
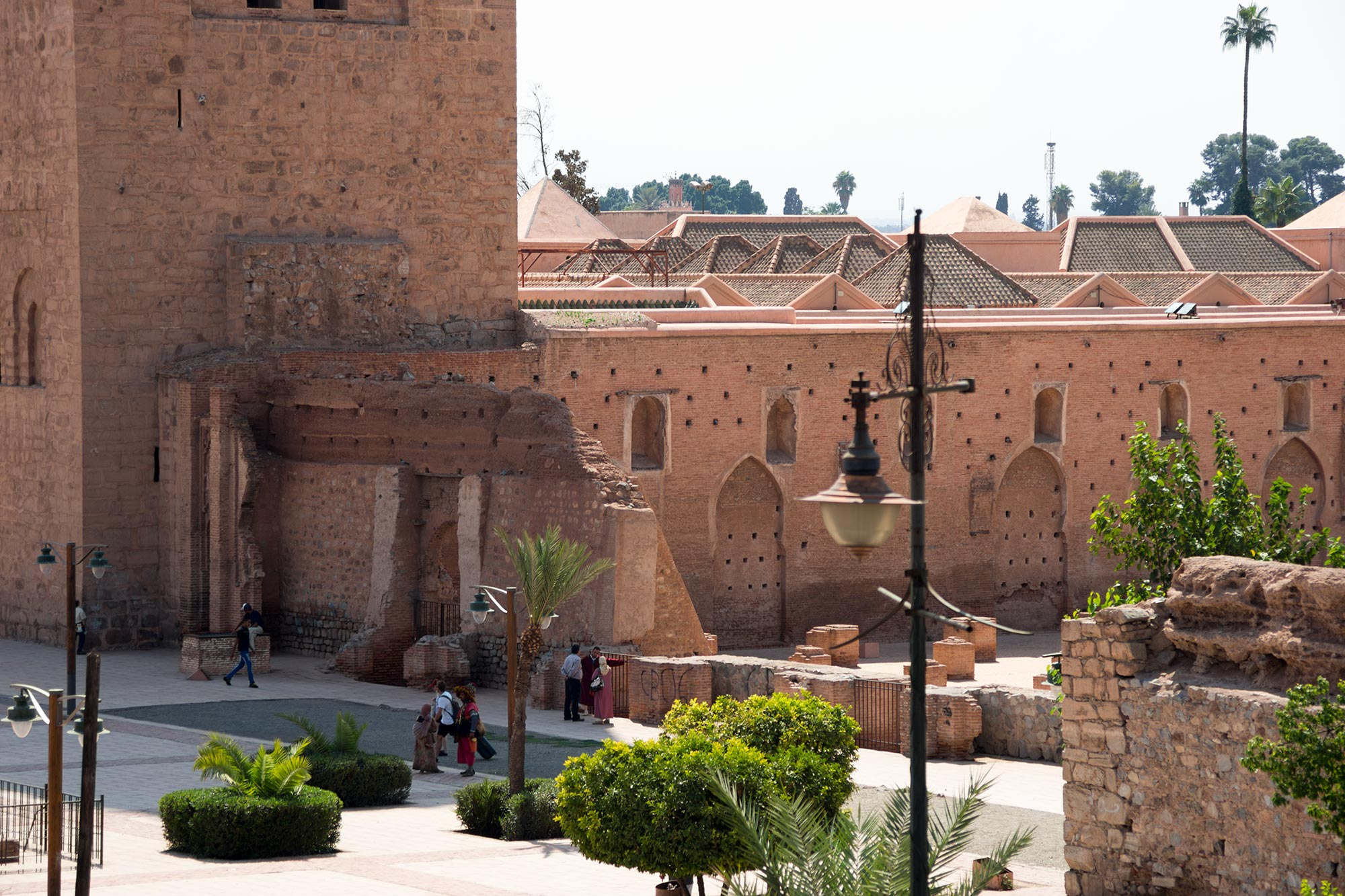
Руины первой мечети Кутубия

## Известные уроженцы
- Мухаммед Абдельазиз — генеральный секретарь Фронта Полисарио
- Хасна Бенхасси — марокканская легкоатлетка
- Ашраф Базнани — марокканский художник, режиссёр и фотограф
- Мордехай Вануну — израильский техник-ядерщик